# Jérôme Esnault
Pour les articles homonymes, voir Esnault.
Jérôme Esnault, né le 16 juin 1812 à Falaise et mort le 1er octobre 1887 à Falaise, est un homme politique français. Il est député du Calvados et maire de Falaise.

## Biographie
Jérôme Esnault devient maire de la ville. C'est un républicain affirmé qui participe à la Révolution de 1848. Il se présente dans la circonscription de Falaise en 1881. Il l'emporte sur le candidat conservateur, Charles-Ernest Paulmier. Il est présent sur la liste républicaine en 1885 mais n'est pas élu.

## Sources
- « Jérôme Esnault », dans Adolphe Robert et Gaston Cougny, Dictionnaire des parlementaires français, Edgar Bourloton, 1889-1891 [détail de l’édition]